# Henriette Tirman
Pour les articles homonymes, voir Tirman.
Henriette Tirman, née le 9 juillet 1875 à Charleville et morte le 30 octobre 1952 à Sèvres, est une artiste peintre, graveuse et illustratrice française.

## Biographie
Nièce de Louis Tirman, Henriette Tirman expose au Salon des artistes français dès 1897,, au Salon des indépendants dès 1907, au Salon d'automne dès 1906, au Salon de la Société nationale des beaux-arts dès 1906, et au Salon des Tuileries, dès 1920.
Henriette Tirman est promue officier de l'ordre des Palmes académiques en 1907

## Salons
- Un Portrait d'enfant, Salon des artistes français de 1897
- Anita, Exposition universelle de 1900 (no 1837)[10]
- Un Coin d'église, Salon de la Société nationale des beaux-arts de 1906 (no 1154)
- Deux Sœurs, Salon des indépendants de 1907 (no 4774)
- Une Vieille, Salon des indépendants de 1907 (no 4775)
- Réflexion, Salon de la Société nationale des beaux-arts de 1908 (no 1110)[11]
- Un Vieux, Salon des indépendants de 1908 (no 5893)
- Études ardennaises, Salon des indépendants de 1908 (no 5894-5898)[12]
- Portrait de femme assise, Salon d'automne[Quand ?]
- Les Petites filles des Ardennes, Exposition universelle de 1915 (no 509)[13], et Panama-Pacific International exposition de 1916 (no 214)[14]
- Portrait de Jeune Fille, Salon d'automne de 1935 (no 1440)[15]

## Illustrations
- La Bhagavad-Gita
- Shantideva, La Marche à la lumière
- Rudyard Kipling, Lettres du Japon
- Sainte-Beuve, Portraits de femmes
- Jean Cocteau, Bertrand Guégan (1892-1943); L'almanach de Cocagne pour l'an 1920-1922, Dédié aux vrais Gourmands Et aux Francs Buveurs (1921)[16]
- La Gerbe (Nantes)[17]